# Jamie Copus
Jamie Copus (30 de enero de 1993) es un deportista estadounidense de origen británico que compite en remo. Ganó una medalla de bronce en el Campeonato Mundial de Remo de 2023, en la prueba de cuatro scull ligero.

## Palmarés internacional
| Campeonato Mundial | Campeonato Mundial | Campeonato Mundial | Campeonato Mundial  |
| Año                | Lugar              | Medalla            | Prueba              |
| ------------------ | ------------------ | ------------------ | ------------------- |
| 2023               | Belgrado (Serbia)  | Medalla de bronce  | Cuatro scull ligero |